# 巽古墳群
巽古墳群（たつみこふんぐん）は、埼玉県さいたま市中央区にある古墳群。

## 概要
JR埼京線与野本町駅の西約250メートルにある。1989年に縄文時代の遺跡発掘調査が行われた際、偶然古墳の周溝（巽1号墳）が発見された。2001年には住宅建設に伴い巽2号墳の調査が行われた。